# Террі Гу
Террі Гу (Кит.: 胡因夢; нар. 21 квітня 1953 року) — тайванська актриса, письменниця та перекладачка. У своїх творах авторка робить акцент на соціальних та екологічних проблемах.

## Життєпис

### Раннє життя
Гу народилася як Гу Іньїнь у Тайчжуні, Тайвань, 21 квітня 1953 року, походить від батьківського дому у Шеньяне, Ляонін, була єдиною дочкою Цюй Шифанг (璩詩芳) і Гу Генньян (胡賡年), члена Законодавчого юаня Китайської Республіки. Гу виросла у Тайчжуні та Тайбеї. Коли їй було 15, її батьки розлучилися.
Гу відвідувала школу Крайстчерча. У 1971 році закінчила Католицький університет Фу Джен, де здобула спеціальність німецька мова. Коли вона залишила католицький університет Фу Джен, студенти її університету сказали: «Відтепер у католицького університету Фу Джен не буде весни». Після закінчення школи Гу поїхала за кордон навчатися в Університеті Сетон-Голл за спеціальністю масові комунікації, вона також навчалася в школі моделей в Нью-Йорку.

### Акторська кар'єра
Гу повернулася на Тайвань у 1975 році. У тому ж році Гу вперше стала відомою завдяки ролі у фільмі «Бог життя» з Бріжит Лін.
У 1977 році Гу з'явилася у фільмі Бай Цзінжуй «Далеко від дому», що принесло їй нагороду «Золотий кінь» за найкращу жіночу роль другого плану. Через рік Гу знялася в історичному фільмі «Учитель великих солдатів», у фільмі з Чун Сюнг Ко.
Гу навчалася в HB Studio за спеціальністю акторська майстерність.
У 2003 році Гу взяла участь у 40-й церемонії вручення премії Золотий кінь.
У віці 35 років Гу пішла з індустрії розваг, за 15 акторських років вона знялася в 42 фільмах.

### Письменницька та перекладацька кар'єра
У 1986 році Гу кинула акторську кар'єру, щоб зосередитися на написанні та перекладах, і стала однією із піонерок Нью Ейдж на Тайвані. Вона перекладала твори Джидду Крішнамурті, Пеми Чодрона, А.Х. Алмааса та Кена Вілбера. Вона стала «провідною фігурою Тайваню Нью Ейдж і винахідливою особистістю у глобальному поширенні Нью Ейдж», а також описала «жінок як особливо сприйнятливих до думки Нью Ейдж і відіграючих життєво важливу роль у планетарній трансформації».

## Особисте життя
6 травня 1980 року Ху одружилася з тайванським письменником, істориком і політиком Лі Ао. Їхню історію кохання навіть опублікував Time. Їхнє весілля відбулося у вітальні Лі. Як весільну сукню Гу вибрала піжаму.
Але 28 серпня 1980 року, приблизно через три місяці шлюбу пара розлучилася (разом пробула всього 115 днів). Після розлучення вони часто одне одного критикували.
25 листопада 1994 року Ху народила свою єдину дочку Гу Цзешен (胡潔生), як мати-одиначка. Гу ніколи публічно не розкривала особу біологічного батька дитини.

## Роботи

### Книги
- Смерть і Діва (кит. 死亡與童女之舞), ISBN 978-957-607-378-6.
- Давнє майбутнє (кит.古老的未來), ISBN 957968510X.
- Immensee (кит.茵夢湖)
- Ху Янь Мен Юй (кит.胡言夢語)

### Переклади
- Коли життя розпадається(кит.當生命陷落時), ISBN 978-957-30163-1-1.
- Витонченість і витривалість (кит.恩寵與勇氣), ISBN 9576933803.
- Свобода, любов і дія (кит.自由、愛、行動), ISBN 9576794412 .
- Єдина революція та невідкладність змін (кит.人類的當務之急), ISBN 9576790328.
- Крішнамурті: Біографія (кит.克裡希那提傳), ISBN 9576791391.
- Дослідження інсайтів (китайський:般若之旅), ISBN 9579685436.
- Повага до акторської майстерності (кит.尊重表演藝術), ISBN 957629116X.
- Кінець часу (кит.超越時空), ISBN 9579685681.

### Фільми
| Рік  | Українська (англійська) назва                          | Китайська назва    | Роль | Нотатки |
| ---- | ------------------------------------------------------ | ------------------ | ---- | ------- |
| 1986 | Служба паркування (Parking Service)                    | 代客泊車           |      |         |
| 1986 | Возз'єднання (Reunion)                                 | 我們都是這樣長大的 |      |         |
| 1985 | Навіть сонце ридає (Even the Sun Is Sobbing)           | 太陽也哭泣         |      |         |
| 1985 | 智勇三寶                                               |                    |      |         |
| 1983 | Того дня на пляжі (That Day, on the Beach)             | 海灘的一天         |      |         |
| 1982 |                                                        | 南十字星           |      |         |
| 1982 | 酒色財氣                                               |                    |      |         |
| 1982 | 大手王                                                 |                    |      |         |
| 1981 | Діва і мандрівник (A Maiden and Wanderer)              | 大小姐與流浪漢     |      |         |
| 1981 | 帶槍過境                                               |                    |      |         |
| 1981 | Кажеш, що любиш мене (Say You Love Me)                 | 跟我說愛我         |      |         |
| 1981 | 七月幽靈                                               |                    |      |         |
| 1980 |                                                        | 鬼靈               |      |         |
| 1979 | До успіху (Off to Success)                             | 成功嶺上           |      |         |
| 1979 | 牆內牆外                                               |                    |      |         |
| 1979 | Легенда про шість династій (The Legend of Six Dynasty) | 六朝怪談           |      |         |
| 1979 | Де мій дім (Where Is My Home)                          | 何處是兒家         |      |         |
| 1979 | 瀟瀟秋水寒                                             |                    |      |         |
| 1979 | 寧靜海                                                 |                    |      |         |
| 1978 | Фенікс (The Phoenix)                                   | 無字天書           |      |         |
| 1978 | 第二道彩虹                                             |                    |      |         |
| 1978 | Учитель великих воїнів (A Teacher of Great soldiers)   | 黃埔軍魂           |      |         |
| 1978 | 鸚鵡傳奇                                               |                    |      |         |
| 1978 | Дика квітка в шторм (Wild Flower In the Storm)         | 花非花             |      |         |
| 1978 | 你追她也追                                             |                    |      |         |
| 1977 |                                                        | 秋詩篇篇           |      |         |
| 1977 | Молоді правопорушники (The Youthful Delinquents)       | 發往追蹤           |      |         |
| 1977 | 愛情大進擊                                             |                    |      |         |
| 1977 | Справжня любов (The True Love)                         | 真真的愛           |      |         |
| 1977 | Відважні (The Brave Ones)                              | 強渡關山           |      |         |
| 1977 | Далеко від дому (Far Away From Home)                   | 人在天涯           |      |         |
| 1976 | Зірка (The Star)                                       | 星語               |      |         |
| 1976 | Тепло восени (Warmth in the Autumn)                    | 溫暖在秋天         |      |         |
| 1976 | Герої східного неба (Heroes of the Eastern Skies)      | 筧橋英烈傳         |      |         |
| 1976 | 蝴蝶穀                                                 |                    |      |         |
| 1976 | 小玲瓏                                                 |                    |      |         |
| 1976 | 追入天地                                               |                    |      |         |
| 1976 | 佳期假期                                               |                    |      |         |
| 1976 | 我是一片雲                                             |                    |      |         |
| 1976 | Золоте листя (Golden Leaves)                           | 秋纏               |      |         |
| 1975 | Перемога (Victory)                                     | 梅花               |      |         |
| 1975 | 海誓山盟                                               |                    |      |         |
| 1975 | Бог Життя (The Life God)                               | 雲深不知處         |      |         |

### Телебачення
| Рік      | Українська назва                 | Китайська назва | Роль | Примітки |
| -------- | -------------------------------- | --------------- | ---- | -------- |
| 1980 рік | Біографія вдови імператриці Цисі | 慈溪外傳        |      |          |
| 1980 рік | Біхай Цинтао                     | 碧海情濤        |      |          |
| 1976 рік | Дай Сюнфен                       | 大野雄風        |      |          |

## Нагороди
| Рік      | Робота          | Нагорода                                                    | Результат | Примітки |
| -------- | --------------- | ----------------------------------------------------------- | --------- | -------- |
| 1977 рік | Далеко від дому | Премія «Золотий кінь» за найкращу жіночу роль другого плану | Перемога  |          |

## Зовнішні посилання
- Музика Нью-Ейдж, переклад розділу з книги Террі Ху «Давнє майбутнє».